# Murray Kinnell
Murray Kinnell est un acteur britannique, né le 24 juillet 1889 à Londres (Royaume-Uni), mort le 11 août 1954 à Santa Barbara (États-Unis).

## Filmographie
- 1930 : Old English : Charles Ventnor
- 1930 : Princess and the Plumber : Worthing
- 1931 : Tribunal secret (The Secret Six) de George W. Hill : 'Dummy' Metz (alias of Fink)
- 1931 : L'Ennemi public (The Public Enemy) de William A. Wellman : Putty Nose
- 1931 : The Black Camel de Hamilton MacFadden : Smith
- 1931 : L'Honneur de la famille (Honor of the Family) de Lloyd Bacon : Capitaine Elek
- 1931 : Reckless Living (en) de Cyril Gardner : Alf
- 1931 : The Guilty Generation de Rowland V. Lee : Jerry
- 1931 : The Deceiver (en) : Breckinridge
- 1931 : Under 18 d'Archie Mayo : Peterson
- 1932 : The Menace : Carr
- 1932 : The Man Who Played God : King's aide
- 1932 : La Bête de la cité (The Beast of the City) de Charles Brabin : le juge
- 1932 : La Monstrueuse Parade (Freaks) de Tod Browning : Freakshow Barker
- 1932 : The Expert : Smitty
- 1932 : Ici New York (Are You Listening?) de Harry Beaumont : Carson
- 1932 : Grand Hotel d'Edmund Goulding : Schweimann
- 1932 : The Mouthpiece (en) de James Flood et Elliott Nugent : Thompson, majordome de Day
- 1932 : While Paris Sleeps d'Allan Dwan : le prisonnier évadé
- 1932 : The Purchase Price de William A. Wellman : Spike Forgan
- 1932 : The Painted Woman de John G. Blystone : Collins
- 1932 : A Successful Calamity (en) de John G. Adolfi : Alfred Curtis
- 1932 : Secrets of the French Police : Bertillon, chef de la Sûreté Nationale
- 1932 : Raspoutine et l'Impératrice (Rasputin and the Empress) : Professeur Kropotkin
- 1932 : Le Roi des allumettes (The Match King) de William Keighley et Howard Bretherton : Nyberg
- 1933 : Après nous le déluge (Today We Live) de Howard Hawks : Padre
- 1933 : Révolte au zoo (Zoo in Budapest) de Rowland V. Lee : Garbosh
- 1933 : Damaged Lives : Dr Vincent Leonard
- 1933 : Voltaire de John G. Adolfi : Emile, serviteur de Voltaire
- 1933 : The Avenger d' Edwin L. Marin : Cormack
- 1933 : The Solitaire Man : Inspecteur Harris
- 1933 : I Loved a Woman : Davenport
- 1933 : Ann Vickers de John Cromwell : Dr Slenk
- 1933 : From Headquarters (en)
- 1933 : If I Were Free d'Elliott Nugent : Docteur Claybourne
- 1933 : The Women in His Life :
- 1933 : Suzanne, c'est moi ! (I Am Suzanne!) de Rowland V. Lee  : Luigi Malatini
- 1934 : La Maison des Rothschild (The House of Rothschild) d'Alfred L. Werker : James Rothschild
- 1934 : Affairs of a Gentleman d'Edwin L. Marin : Fletcher
- 1934 : Murder in Trinidad de Louis King : Major Bruce Cassell
- 1934 : Such Women Are Dangerous : Jan Paris
- 1934 : Charlie Chan's Courage d'Eugene Forde : Martin Thorne
- 1934 : Hat, Coat, and Glove : le juge
- 1934 : Charlie Chan in London d'Eugene Forde : Capitaine Seton (alias Phillips, le majordome)
- 1934 : Miss Carrott (Anne of Green Gables) de George Nichols Jr. : M. Phillips, le professeur
- 1934 : The Silver Streak : Docteur Flynn
- 1935 : Charlie Chan in Paris de Lewis Seiler : Henri Latouche
- 1935 : Cardinal Richelieu de Rowland V. Lee : le duc de Lorraine
- 1935 : Les Mains d'Orlac (Mad Love) de Karl Freund : Charles
- 1935 : Les Trois Mousquetaires (The Three Musketeers) de Rowland V. Lee et Otto Brower : Bernajou
- 1935 : Les Derniers Jours de Pompéi (The Last Days of Pompeii) d'Ernest B. Schoedsack et Merian C. Cooper : Simon, le paysan de Judée
- 1935 : Code secret (Rendez-vous) de William K. Howard : De Segroff
- 1935 : Fighting Youth : Dean Churchill
- 1935 : Un bienfait dangereux (Kind Lady) de George B. Seitz : le docteur
- 1935 : The Great Impersonation d'Alan Crosland : le marin
- 1935 : Le Capitaine Blood (Captain Blood) : greffier de la Cour
- 1936 : The Witness Chair (en) de George Nichols Jr. : Conrick, l'avocat de la défense
- 1936 : One Rainy Afternoon de Rowland V. Lee
- 1936 : Mary Stuart (Mary of Scotland) de John Ford : le juge
- 1936 : The Big Game de George Nichols Jr. et Edward Killy : Le  doyen
- 1936 : Fifteen Maiden Lane : Fingers
- 1936 : Make Way for a Lady : le docteur Barnes
- 1936 : Le Pacte (Lloyd's of London) de Henry King : Révérend Nelson
- 1936 : Sous les ponts de New York (Winterset) d'Alfred Santell : Professeur Dean Liggett
- 1936 : Four Days' Wonder : Morris
- 1937 : Outcast : Tony Stevens
- 1937 : Le Prince et le Pauvre (The Prince and the Pauper) de William Keighley : Hugo
- 1937 : Capitaines courageux (Captains Courageous) de Victor Fleming : le Ministre
- 1937 : La Vie privée du tribun (Parnell) de John M. Stahl : Sir Richard Webster, le procureur
- 1937 : L'Énigmatique M. Moto (Think Fast, Mr. Moto) de Norman Foster : Joseph B. Wilkie
- 1937 : Millionnaire à crédit (You're a Sweetheart) de David Butler : le critique